# Башни Виктория
Башни Виктория (The Victoria Towers, 港景峰) — три 62-этажные жилые башни, расположенные в Гонконге, в округе Яучиммон, в районе Чимсачёй (примыкают к парку Коулун). Построены в 2003 году в стиле модернизма. На первых этажах расположены магазины и рестораны. Девелоперами башен Виктория являются компании Cheung Kong Group и Hutchison Whampoa Property.
|             |             |          |
| Коулун-парк | Автостанция | Ресторан |